# Quilombo (Santa Catarina)
Quilombo is een gemeente in de Braziliaanse deelstaat Santa Catarina. De gemeente telt 11.259 inwoners (schatting 2009).

## Aangrenzende gemeenten
De gemeente grenst aan Coronel Freitas, Entre Rios, Formosa do Sul, Santiago do Sul, Jardinópolis, Marema, São Domingos en União do Oeste.